# 邱聯恭
邱聯恭（1938年4月10日—），台灣法學家、台灣程序法學者，東京大學法學博士，專研民事程序法。曾經擔任法官、總統府國策顧問，為國立臺灣大學法律學院名譽教授及終身職特聘教授。他的學術理論對臺灣《民事訴訟法》、《家事事件法》影響甚深。

## 早年
邱聯恭1938年出生於臺灣屏東，為家中長子，父親是民生用品批發、貨運商人，戰後擔任過里長。幼年時期，喜愛到廟埕前看布袋戲。自初中三年級起，養成每日運動慢跑的習慣。
1961年，自臺灣大學法律系畢業，考取推事（法官），先後服務於臺南地方法院民事庭、臺北地方法院刑事庭。後來，考取公費留學資格，赴日本東京大學法學研究所進修，研讀民事程序法。

## 教學
邱聯恭於1979年歸國後，到臺灣大學法律系任教，同時接受系主任楊日然指派，接任甫成立的臺灣大學法律服務社指導教師，每週六為一般民眾提供法律諮詢，也提供法律系學生接觸實務的機會。社團目前由邱聯恭以及台灣大學法律學系許士宦、林明鏘與陳瑋佑等教師共同指導學生社員。
任教於台灣大學法律系的民事訴訟法知名學者許士宦教授、沈冠伶教授，其博士論文與碩士論文當初分別由邱聯恭所指導。

## 學術
邱聯恭的研究領域在民事程序法。在臺灣施行的中華民國《民事訴訟法》，至少有100條以上，出自邱聯恭提出的理論。他撰寫的專書《司法之現代化與程序法》，也受到中國大陸學界的重視。1996年，受中華民國總統李登輝聘任為總統府國策顧問。
邱聯恭學說自成一格，特別強調法律是當事人實體利益與程序利益的平衡點；民事訴訟程序是法院與當事人協力之下，共同尋找法律所在的程序；推動建立一個「溫暖而富有人性」的司法環境。學界中，邱氏之主張與見解常與臺灣法界的其他民事程序法學者有所扞格，在民事訴訟研討會的論文發表與會議過程中經常發生激烈辯論。邱聯恭與其他學者對於德國、日本民事訴訟法制度中多次增訂修法的引介，還有他對台灣民事程序法數十年的發展研究，展現在中華民國《民事訴訟法》於1999年、2000年、2003年三次大修法的方向與內容，也影響了該國《家事事件法》的制定方向。
即使年事已高，邱聯恭仍每日閱讀、寫作。他聯合全臺學者提倡的民事訴訟法研討會，也持續辦理。